# Долина (город)
Доли́на (укр. Доли́на) — город в Калушском районе Ивано-Франковской области Украины. Административный центр Долинской общины.

## Географическое положение
Город Долина находится на расстоянии 58 км от областного центра. Через город протекают реки Турьянка и Сивка.

## История
Поселение известно с X века как место добычи соли, входило в состав Галицко-Волынского княжества.
В 1349 году было захвачено Польшей и вошло в состав Русского воеводства.
В 1525 году городу было предоставлено Магдебургское право.
28 мая 1658 года в городе и окрестностях началось восстание против польской шляхты, которое было подавлено.
В 1740 году в окрестностях города имели место вооружённые выступления против польской шляхты, которые были подавлены.

### 1772—1918

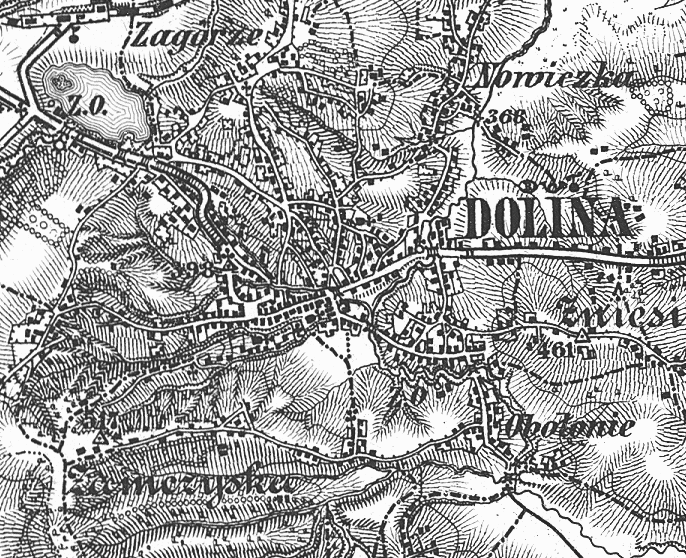
Карта 1877 года

После первого раздела Речи Посполитой в 1772 году — вошла в состав королевства Галиция и Лодомерия Австрии (с 15 марта 1867 года — Австро-Венгрии).
В 1875 году через город была проведена железнодорожная линия.
После начала Первой мировой войны в ходе Галицийской битвы австро-венгерские войска были разгромлены и 8 сентября 1914 года Долину заняли наступавшие войска Юго-Западного фронта.

### 1918—1939
После распада Австро-Венгрии в ноябре 1918 года в 1919 году город вошёл в состав Польской Республики и 23 декабря 1920 года был включён в состав Станиславовского воеводства.
В 1923 году в городе прошла массовая стачка рабочих деревообрабатывающей промышленности.
1 мая 1927 года под руководством союза горняков в городе прошла крупная демонстрация.
После начала в 1929 году мирового экономического кризиса ситуация в экономике Польши осложнилась, и в 1929 году в городе состоялась стачка, в которой участвовали рабочие различных отраслей промышленности.

### 1939—1991
1 сентября 1939 года германские войска напали на Польшу, началась Вторая мировая война.
17 сентября 1939 года части РККА вступили на территорию восточной Польши — Западной Украины, и 28 сентября 1939 года был подписан Договор о дружбе и границе между СССР и Германией.
27 октября 1939 года установлена Советская власть.
C 14 ноября 1939 года в составе Украинской Советской Социалистической Республики Союза Советских Социалистических Республик.
В 1939 году получил статус города и стал административным центром Долинского района Ивано-Франковской области Украинской ССР.
После начала Великой Отечественной войны находившиеся в городе советские войска были подняты по боевой тревоге и выведены в места сосредоточения по плану прикрытия государственной границы. 3 июля 1941 года город был оккупирован наступавшими немецкими войсками
31 июля 1944 года в ходе Львовско-Сандомирской наступательной операции был освобождён советскими войсками 95-го стрелкового корпуса 18-й армии 1-го Украинского фронта в составе 351-й стрелковой и 66-й гвардейской стрелковой дивизий.
В дальнейшем, город был восстановлен. В 1952 году здесь действовали два деревообрабатывающих завода, соляной завод, кирпичный завод, маслозавод, средняя школа, начальная школа, Дом культуры, Дом пионеров, две библиотеки, кинотеатр и стадион. В начале 1950-х годов город становится центром нефтедобычи.
В 1980 году здесь действовали газоперерабатывающий завод, два завода железобетонных изделий и конструкций, соляной завод, кирпичный завод, сокоэкстракционный завод, хлебный завод, молокозавод, завод «Металлист», швейная фабрика, хлопкопрядильная фабрика, райсельхозтехника, комбинат бытового обслуживания, 8 общеобразовательных школ, музыкальная школа, спортивная школа, художественная школа, больница и 4 иных лечебных учреждения, Дом культуры и 4 библиотеки.
В 1983 году был построен универсам общей площадью 2150 м² (арх. В. Мартын). В 1985 году был построен новый широкоформатный кинотеатр «Победа» с кафетерием и залом на 600 мест.
В январе 1989 года численность населения составляла 22 680 человек, крупнейшими предприятиями являлись газоперерабатывающий завод, соляной завод, завод «Металлист», хлопкопрядильная фабрика и швейная фабрика.

## Население
По данным переписи 2001 года, украинцы составляли 96,25 % населения Долины, русские — 2,61 %.

### Языковой состав
Родной язык населения по данным переписи 2001 года:
| Язык       | Численность, чел. | Доля     |
| ---------- | ----------------- | -------- |
| Украинский | 20 119            | 97,21 %  |
| Русский    | 473               | 2,29 %   |
| Другое     | 104               | 0,50 %   |
| Итого      | 20 696            | 100,00 % |

Украинский язык является основным и единственным официальным языком Долины.
По данным Государственной службы статистики Украины в 2023/24 учебном году все 157 424 учащихся в учреждениях общего среднего образования в Ивано-Франковской области обучались в украиноязычных классах.

## Транспорт
Автомобильные дороги соединяют Долину со столицей Украины — г. Киевом, областными центрами: Ивано-Франковском, Львовом, Тернополем, Хмельницким, Винницей; а также городами Польши (Варшава, Люблин), Чехии (Прага, Брно) и Словакии (Кошице).
Через район проходит железнодорожная линия Стрый — Ивано-Франковск Львовской железной дороги. Пассажирские поезда отправляются от станции Долина до Ивано-Франковска, Черновцов, Минска, Калуша.

## Достопримечательности
- Долинский краеведческий музей Татьяны и Омелана Антоновичей
- Костёл Рождества
- Долинское озеро, площадь которого 25 га. Средняя глубина — 2,5 м. Запасы воды в озере — порядка 600 тыс. м³.
- Церковь Рождества Пресвятой Богородицы
- Памятный знак в центре города «Борцам за Украинскую державу»

|                                        |                               |              |                    |                  |
| Церковь Рождества Пресвятой Богородицы | Долинский краеведческий музей | Районный суд | Долинская синагога | Костёл Рождества |

## Города-побратимы
Долина имеет следующие города-побратимы:
- Орхей (Молдова)
- Звягель (Украина)
- Прери-Виллидж (США)
- Рубежное (Украина)